# Samantha Harvey
Samantha Harvey (n. 1975, Kent, Anglia, Regatul Unit) este o scriitoare engleză. Ea a câștigat premiul Booker 2024 pentru romanul Orbital.

## Prima parte a vieții și educație
Harvey, fiica unui constructor, și-a petrecut primul deceniu al vieții în Ditton, Kent, lângă Maidstone, în Regatul Unit, până la divorțul părinților ei. După aceea, mama ei s-a mutat în Irlanda, iar Harvey și-a petrecut adolescența călătorind între York, Sheffield și Japonia. Harvey a studiat filozofia la Universitatea din York și la Universitatea din Sheffield. Ea a absolvit Masterul de Scriere Creativă al Universității Bath Spa din Anglia în 2005, și a terminat, de asemenea, un doctorat în scriere creativă.

## Carieră

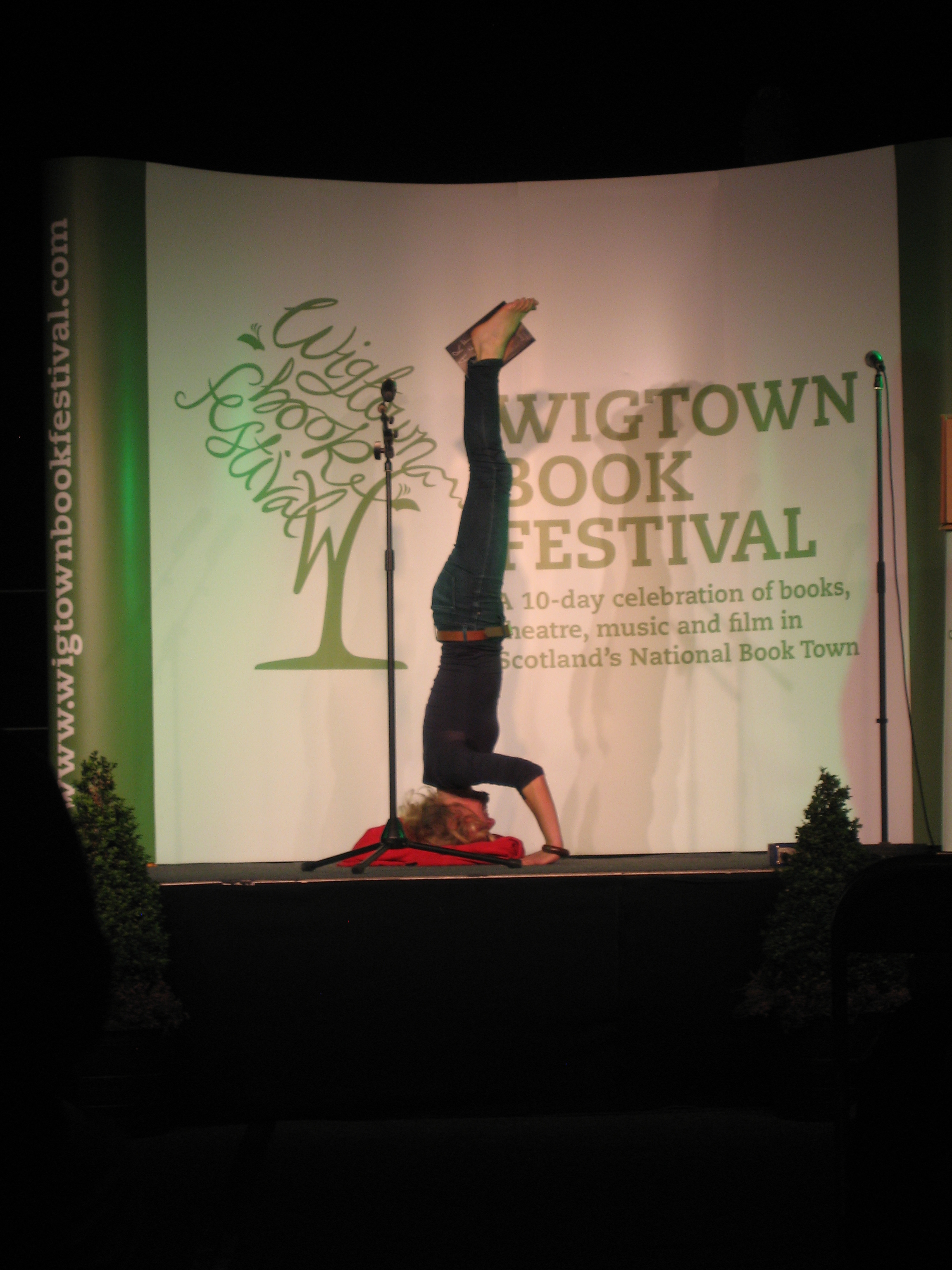
Harvey realizând un performance pe scenă la Wigtown Book Festival 2014

Primul ei roman, The Wilderness (2009), este scris din punctul de vedere al unui bărbat care dezvoltă boala Alzheimer,și descrie printr-o proză din ce în ce mai fracturată, efectele bolii. Această carte a fost tradusă îm 2010 în limba română și poartă titlul Ținutul pustiit.
Al doilea roman al ei, All Is Song (2012), este un roman despre datoria morală și filială și despre alegerea între chestionare și conformare, o reimaginare liberă, modernă, a vieții lui Socrate.
Al treilea roman al ei, Dear Thief, este o scrisoare lungă a unei femei către prietena ei absentă, care detaliază consecințele emoționale ale unui triunghi amoros. Se spune că romanul se bazează pe melodia lui Leonard Cohen „Famous Blue Raincoat ”. Dear Thief a fost publicat în 2014 de Jonathan Cape . Al patrulea roman al lui Harvey, The Western Wind, despre un preot în Somerset-ul secolului al XV-lea, a fost publicat în martie 2018.
The Shapeless Unease, singura ei opera de non-ficțiune, este o relatare a experienței sale de insomnie severă. 
Cel mai recent roman al ei, Orbital (2023), are loc pe o stație spațială pe parcursul unei zile de orbite terestre joase. 
Nuvelele ei au fost prezente în Granta și la BBC Radio 4. Ea scrie recenzii pentru The Guardian și The New York Times și a contribuit cu eseuri și articole la The New Yorker, The Telegraph, The Guardian și TIME, printre alte publicații.

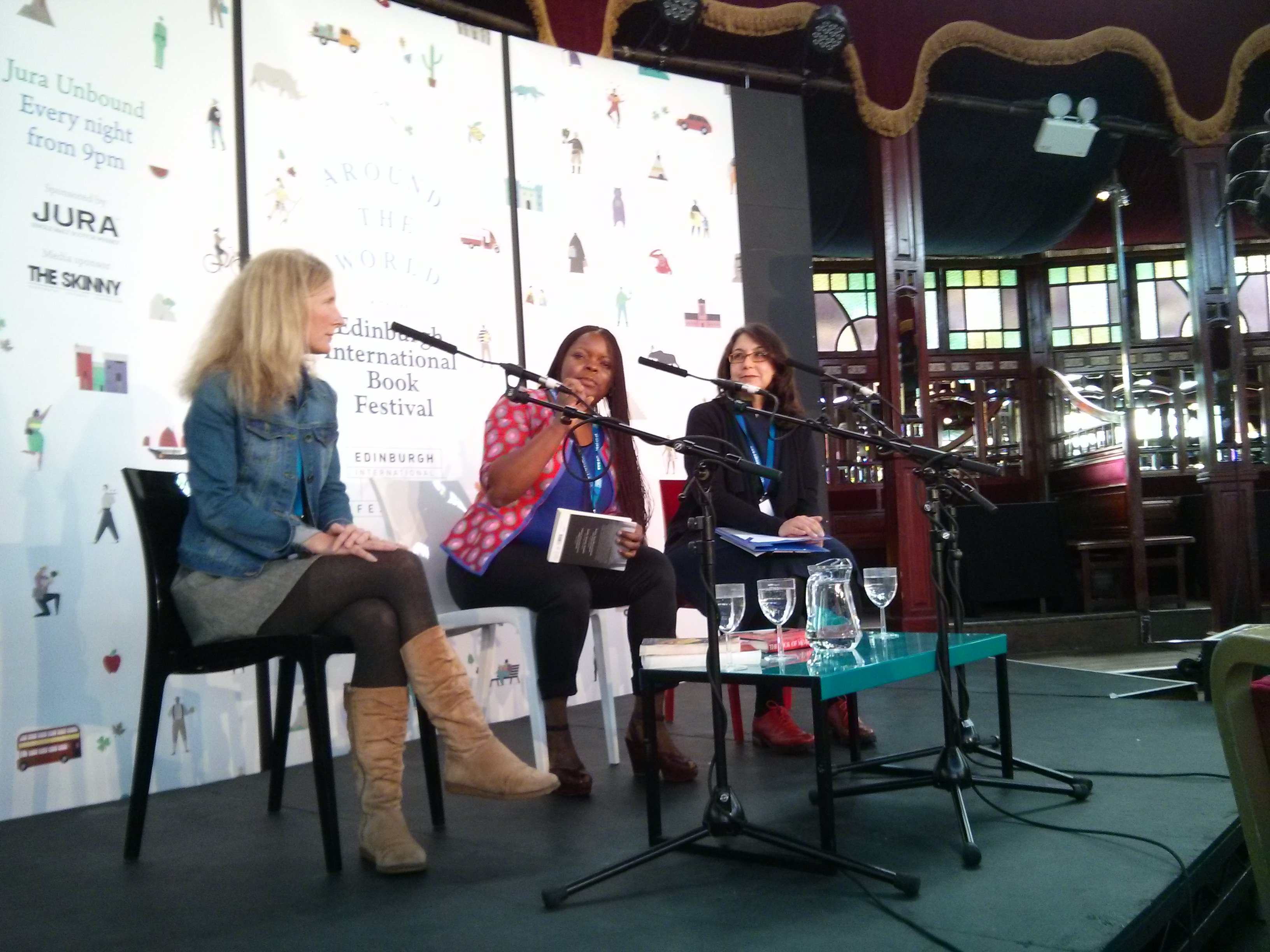
Pe scenă cu Petina Gappah și Lee Randall la Festivalul Internațional de Carte din Edinburgh 2015

Romanele lui Harvey au fost luate în considerare pentru multe premii, inclusiv Premiul Man Booker, Premiul Baileys pentru ficțiune pentru femei, Premiul James Tait Black Memorial, Premiul Walter Scott și Premiul Orange. În 2010, a fost desemnată unul dintre cei mai buni 12 romancieri britanici noi de The Culture Show. În 2019, The Western Wind a câștigat Staunch Book Prize.
Harvey este publicată în Marea Britanie de editurile Jonathan Cape și în SUA de Grove Atlantic. Ea este reprezentată de agentul literar Anna Webber.
Harvey este membră a academiei pentru Premiul Rathbones Folio și în 2023 a fost mentoră pentru Rathbones Folio Mentorships. Ea a fost membră a juriului pentru Scotiabank Giller Prize 2016 și a deținut burse de scris la MacDowell în SUA,Hawthornden în Scoția și Santa Maddalena Foundation din Italia.
Ea predă în mod regulat pentru Fundația Arvon și conduce anual cursuri de scriere creativă în Spania cu autoarea Emma Hooper.

## Laude
Scrierea lui Harvey a fost comparată cu cea a Virginiei Woolf.

### Nominalizări și premii
| An   | Titlu            | Premiu                                 | Categorie         | Rezultat        | Referință     |
| ---- | ---------------- | -------------------------------------- | ----------------- | --------------- | ------------- |
| 2009 | The Wilderness   | AMI Literature AwardThe Times of India | —                 | Câștigat        |               |
| 2009 | The Wilderness   | Betty Trask Prize and Awards           | Betty Trask Prize | Câștigat        | [ 21 ]        |
| 2009 | The Wilderness   | Guardian First Book Award              | —                 | În lista scurtă | [ 22 ]        |
| 2009 | The Wilderness   | Man Booker Prize                       | —                 | Longlisted      | [ 23 ] [ 24 ] |
| 2009 | The Wilderness   | Orange Prize for Fiction               | —                 | În lista scurtă | [ 25 ]        |
| 2015 | Dear Thief       | Baileys Women's Prize for Fiction      | —                 | Longlisted      | [ 26 ] [ 27 ] |
| 2015 | Dear Thief       | James Tait Black Memorial Prize        | Fiction           | În lista scurtă | [ 28 ]        |
| 2015 | Dear Thief       | Jerwood Fiction Uncovered Prize        | —                 | Longlisted      |               |
| 2018 | The Western Wind | HWA Crown Award                        | Gold Crown        | Longlisted      | [ 29 ]        |
| 2019 | The Western Wind | Staunch Book Prize                     | —                 | Câștigat        | [ 30 ]        |
| 2019 | The Western Wind | Walter Scott Prize                     | —                 | În lista scurtă | [ 31 ]        |
| 2020 | The Western Wind | International Dublin Literary Award    | —                 | Longlisted      | [ 32 ]        |
| 2024 | Orbital          | Booker Prize                           | —                 | Câștigat        | [ 23 ]        |
| 2024 | Orbital          | Hawthornden Prize                      | —                 | Câștigat        | [ 33 ] [ 34 ] |
| 2024 | Orbital          | The InWords Literary Award             | —                 | Câștigat        | [ 35 ]        |
| 2024 | Orbital          | Orwell Prize                           | Political Fiction | În lista scurtă | [ 36 ]        |
| 2024 | Orbital          | Ursula K. Le Guin Prize                | —                 | În lista scurtă | [ 37 ]        |

## Traduceri
Romanele lui Harvey au fost traduse în chineză, olandeză, franceză, germană, greacă, italiană, spaniolă, ebraică, norvegiană, portugheză și română.